# 신칸센 911형 디젤 기관차
신칸센 911형 디젤 기관차(일본어: 新幹線911形ディーゼル機関車)는 1964년 도카이도 신칸센 개통과 동시에 신칸센 구호용으로 제작된 디젤 기관차로 일본차량제조에서 3량 생산되었다. 1호기 (911-1)와 3호기 (911-3)는 일본국유철도 시절에 폐차되었고 2호기 (911-2)의 경우 1987년에 일본국유철도 민영화로 도카이여객철도에 인수되었다가 1995년에 운행 종료와 함께 폐차되었다.

## 같이 보기
- 일본국유철도 DD13형 디젤기관차